# Undenäs församling
Undenäs församling är en församling i Karlsborgs pastorat i Vadsbo kontrakt i Skara stift. Församlingen ligger i Karlsborgs kommun i Västra Götalands län.

## Administrativ historik
Församlingen har medeltida ursprung. Skagens församling införlivades på medeltiden men fanns som kapellförsamling mellan 1815 och 1826. År 1842 utbröts Tiveds församling. År 1885 utbröts en del till den då nybildade Karlsborgs församling.
Församlingen var till 1995 moderförsamling i pastoratet Undenäs och Halna, som i perioder före 1842 även omfattade Skagens församling och mellan 1842 och 1856 omfattade Tiveds församling. Från 1995 till 2002 var församlingen eget pastorat. Från 2002 är församlingen annexförsamling i pastoratet Karlsborg, Mölltorp, Brevik och Undenäs.

## Organister
| Period    | Namn                   | Levnadstid | Övrigt   |
| --------- | ---------------------- | ---------- | -------- |
| 1833-1849 | Johan Erasmus Carlberg | 1807-1849  | Organist |
| 1850-1871 | Hans Gustaf Carlberg   | 1810-1871  | Organist |

## Kyrkor
- Forsviks kyrka
- Skaga stavkyrka
- Undenäs kyrka